# رودولف اشمیت
رودولف اشمیت (به آلمانی: Rudolf Schmidt) (۱۲ می ۱۸۸۶–۷ آوریل ۱۹۵۷) یک نظامی بلندپایه آلمانی در دوره رایش سوم بود که در جریان جنگ جهانی دوم فرماندهی یگان‌های مختلفی را بر عهده داشت.